# Scuderia Filipinetti
La Scuderia Filipinetti, également appelée Écurie Filipinetti, est une écurie de sport automobile suisse créée en 1962 par Georges Filipinetti.

## Histoire
Georges Filipinetti, diplomate, homme d'affaires, concessionnaire Ferrari et d'autres marques automobiles de prestige pour sa ville Genève, fonde la Scuderia Filipinetti en 1962. Elle regroupe, depuis Genève, les meilleurs talents essentiellement suisses en matière de pilotage automobile, et ce jusqu'à sa mort en 1973.
En 1967, l'écurie engage une Ferrari 275 GTB/C aux 24 Heures du Mans, pour les pilotes Dieter Spoerry et Rico Steinemann. L'équipage termine onzième du classement général et première de la catégorie GT,.
En 1972, la Ferrari 365 GTB/4 confiée à Michael Parkes, Jean-Louis Lafosse et Jean-Jacques Cochet, termine septième de l'épreuve (troisième en GTS),.

## Résultats en championnat du monde de Formule 1
| Saison | Écurie             | Châssis                       | Moteur                      | Pneus  | Pilotes                                    | Grands Prix disputés | Points inscrits |
| ------ | ------------------ | ----------------------------- | --------------------------- | ------ | ------------------------------------------ | -------------------- | --------------- |
| 1962   | Écurie Filipinetti | Lotus 21 Lotus 24 Porsche 718 | Climax L4 BRM V8 Porsche F4 | Dunlop | Joseph Siffert Heinz Schiller Heini Walter | 4                    | 0               |
| 1963   | Écurie Filipinetti | Lotus 24                      | BRM V8                      | Dunlop | Phil Hill                                  | 1                    | 0               |

| Saison | Écurie             | Châssis                       | Moteur                      | Pneumatiques | Pilotes        | Courses | Courses | Courses | Courses | Courses | Courses | Courses | Courses | Courses | Courses | Points inscrits |
| Saison | Écurie             | Châssis                       | Moteur                      | Pneumatiques | Pilotes        | 1       | 2       | 3       | 4       | 5       | 6       | 7       | 8       | 9       | 10      | Points inscrits |
| ------ | ------------------ | ----------------------------- | --------------------------- | ------------ | -------------- | ------- | ------- | ------- | ------- | ------- | ------- | ------- | ------- | ------- | ------- | --------------- |
| 1962   | Écurie Filipinetti | Lotus 21 Lotus 24 Porsche 718 | Climax L4 BRM V8 Porsche F4 | Dunlop       |                | P-B     | MON     | BEL     | FRA     | GBR     | ALL     | ITA     | USA     | ADS     |         | 0               |
| 1962   | Écurie Filipinetti | Lotus 21 Lotus 24 Porsche 718 | Climax L4 BRM V8 Porsche F4 | Dunlop       | Joseph Siffert |         |         | 10e     | Abd     |         | 12e     | Nq      |         |         |         | 0               |
| 1962   | Écurie Filipinetti | Lotus 21 Lotus 24 Porsche 718 | Climax L4 BRM V8 Porsche F4 | Dunlop       | Heinz Schiller |         |         |         |         |         | Abd     |         |         |         |         | 0               |
| 1962   | Écurie Filipinetti | Lotus 21 Lotus 24 Porsche 718 | Climax L4 BRM V8 Porsche F4 | Dunlop       | Heini Walter   |         |         |         |         |         | 14e     |         |         |         |         | 0               |
| 1963   | Écurie Filipinetti | Lotus 24                      | BRM V8                      | Dunlop       |                | MON     | BEL     | P-B     | FRA     | GBR     | ALL     | ITA     | USA     | MEX     | ADS     | 0               |
| 1963   | Écurie Filipinetti | Lotus 24                      | BRM V8                      | Dunlop       | Phil Hill      |         |         |         | Nc      |         |         |         |         |         |         | 0               |